# Pittsburgh Penguins

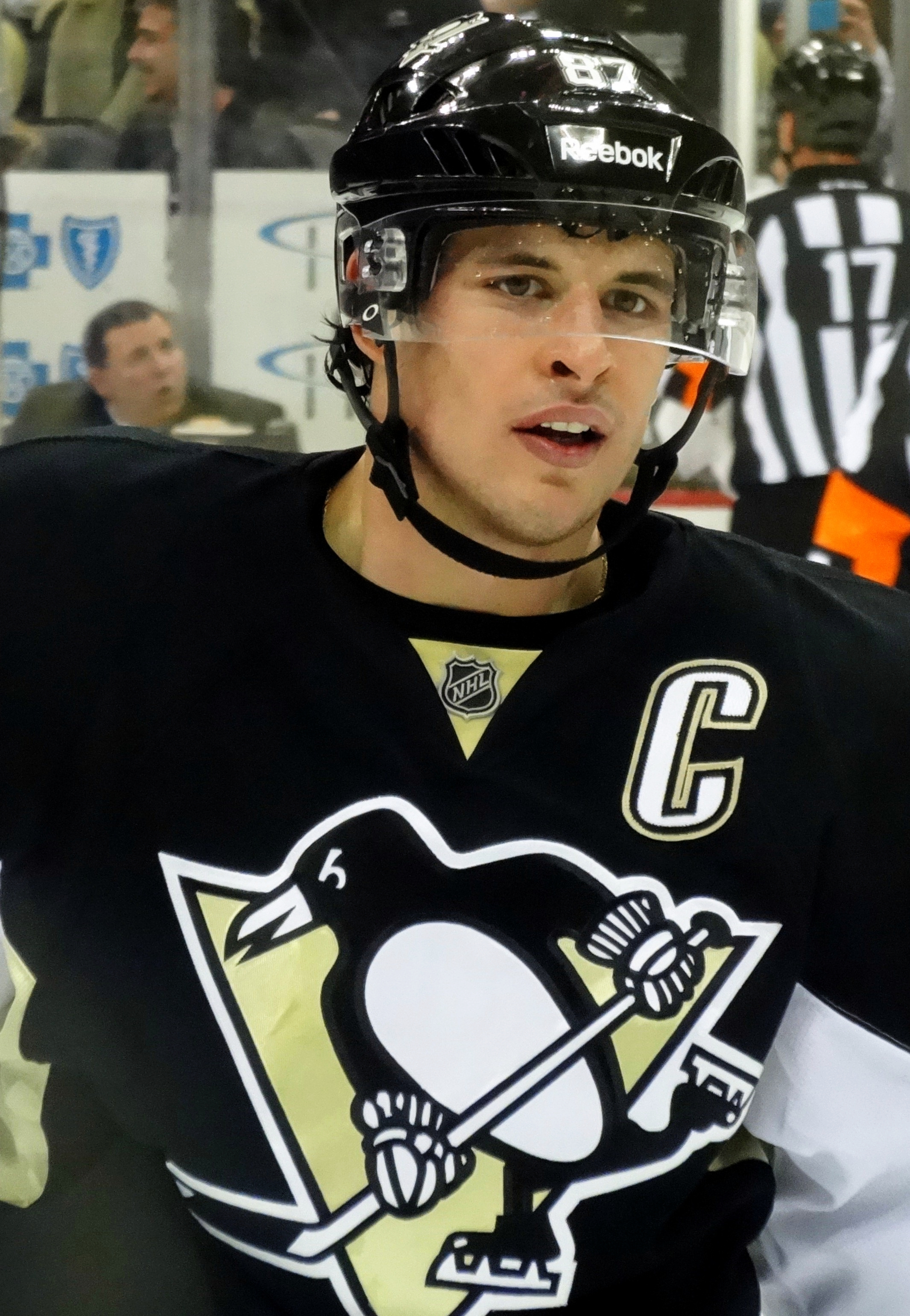
Sidney Crosby van de Penguins

De Pittsburgh Penguins, ook wel Pens, is een ijshockeyteam uit Pittsburgh, Pennsylvania en komt uit in de National Hockey League (NHL). De Penguins zijn actief sinds 1967, al die jaren spelend in de Mellon Arena. Sinds het seizoen 2010 - 2011 spelen de Pens in het Consol Energy Center dat speciaal voor hen werd gebouwd.

## Geschiedenis
Dankzij het succes van de ijshockeyclub Pittsburgh Pirates, dat in de jaren '20 had bestaan en actief was geweest in de NHL, kreeg Pittsburgh samen met vijf andere steden (L.A., St. Louis, Philadelphia, Oakland en Minneapolis) in 1967 de toestemming van de NHL om een franchise op te starten, waardoor het aantal NHL-deelnemers verdubbeld werd. Door de hegemonie van de Original Six was de aanwas van talenten voor de nieuwe teams zeer dun en moesten de Pens het doen met voornamelijk oude amateurspelers. Ze hadden slechts twee spelers in dienst die al eerder prof waren: Andy Bathgate en Leo Boivin. Dit zijn weliswaar twee spelers die later in de Hockey Hall of Fame zouden worden opgenomen, eind jaren 60 waren ze beiden al achter in de dertig. De Penguins misten dan ook de eerste zeven jaar vijf keer de Stanley Cup play-offs.

### De Penguins voor Mario Lemieux
De jaren zeventig begon tragisch voor Pittsburgh toen rookie Michel Briere zwaargewond raakte tijdens een auto-ongeluk, waaraan hij pas een jaar later zou overlijden. Met het team zelf ging het ook niet goed, zodat algemeen directeur Jack Riley aan de kant werd gezet. Zijn vervanger Jack Button gooide het hele team om, maar met succes. De Penguins groeiden uit tot een van de beste aanvallende ijshockeyteams ter wereld, maar door het matige (doel)verdedigen leidde deze aanvallende impulsen nooit tot groot succes. In 1975 waren ze dicht bij de conferencefinale, maar gaven een 3-0-voorsprong weg tegen de New York Islanders. In datzelfde jaar zaten de Pens in een diepe economische crisis, er was zelfs sprake van een komend faillissement. Jack Button werd vervangen door Baz Bastien, maar zijn grootste taak was om economisch erbovenop te komen. Goedbetaalde spelers werden geruild voor mindereisende, meestal dan ook minder getalenteerde, vervangers. Deze tactiek zou grote gevolgen krijgen in de jaren 80. Zo eindigde Pittsburgh in zowel 1983 als 1984 als laatste in de competitie, zodat faillissement nu wel heel erg dichtbij leek. Zelfs de uiterste poging om de clubkleuren te veranderen van blauw-wit naar het huidige goud-zwart (naar de twee andere Pittsburgh' sportteams, Pittsburgh Pirates en Pittsburgh Steelers, die dezelfde kleuren hadden en, wellicht niet toevallig, beide wereldkampioen waren) bleek geen succes: de Penguins bleven belabberd spelen. Het voordeel van slecht spelen is een vroege draftpick in het volgende seizoen, aan het begin van het seizoen 1984/85 mocht Pittsburgh als eerste een rookie kiezen. Bijna alle clubs boden geweldige voorstellen aan om die keuze over te kopen, want het ging hier om het supertalent Mario Lemieux. Pittsburgh hield echter voet bij stuk: Lemieux was de enige mogelijke redding voor het zwalkende team.

### Mario le-mieux

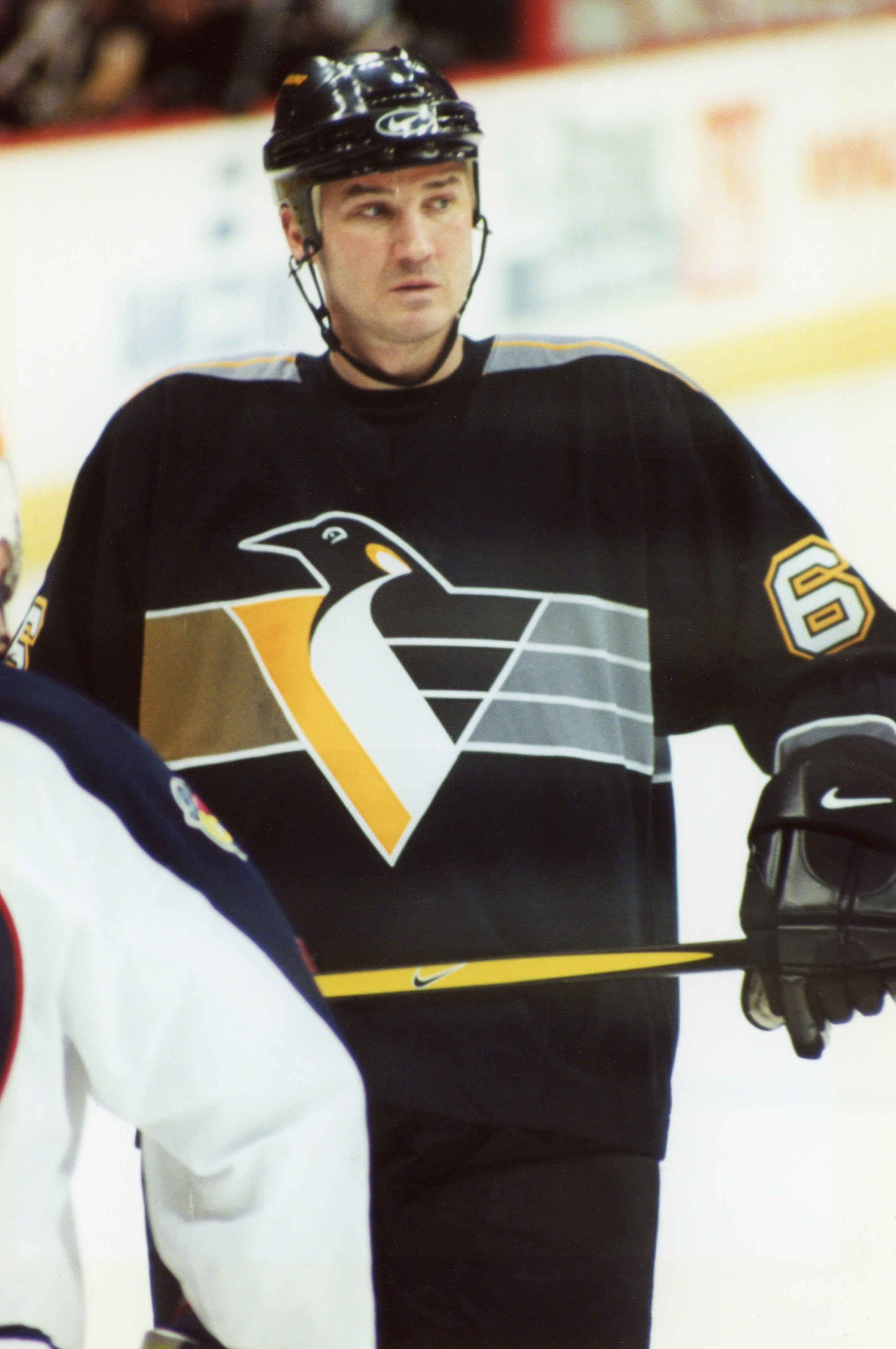
Mario Lemieux in 2001

In de eerste wedstrijd van Lemieux (le mieux betekent het best in het Frans) liet hij meteen zien waartoe hij in staat was: hij stal de puck van Ray Bourque en bij zijn allereerste schot op doel in de NHL scoorde hij meteen zijn eerste doelpunt. De eerste vier jaren misten de Pens nog wel de play-offs, maar Lemieux gaf duidelijk aan dat hij de Penguins eigenhandig wilde opbouwen tot een topteam. Hij kreeg in 1989 hulp van Paul Coffey, overgekomen van de Oilers van Wayne Gretzky, waar de beste jaren geweest waren, en prompt haalden de Penguins voor de eerste keer de Stanley Cup play-offs. Mario Lemieux sloot het seizoen af met 199 punten, zijn beste seizoen. Veel credits voor dit succes moeten echter ook gegeven worden aan Tom Barasso, voor het eerst sinds de oprichting had Pittsburgh eindelijk eens een fatsoenlijke keeper. De play-offs gingen echter verloren aan de Philadelphia Flyers, de rivaal.
Het jaar daarna was echter teleurstellend, toen de Penguins de eindronde niet haalden, mede doordat Lemieux slechts 59 wedstrijden kon spelen wegens een herniablessure, terwijl hij toch nog 123 punten behaalde. De schaatsende pinguïns zouden echter keihard terugslaan: Jaromir Jagr werd gedraft, Mark Recchi kwam bij de hoofdmacht en Ron Francis werd gehaald van de Hartford Whalers, tot grote teleurstelling van de fans aldaar. Want de Penguins zouden uitgroeien tot het beste team van begin jaren 90: in zowel 1991 als 1992 werd de Stanley Cup gewonnen, van respectievelijk de Minnesota North Stars en de Chicago Blackhawks, de laatste werd zelfs met 4-0 de boot ingestuurd.
Het volgende seizoen werd met veel zelfvertrouwen gestart: de derde Stanley Cup zou wel even binnengehaald worden. Het seizoen begon super en Lemieux leek een aanval te doen op het overschrijden van de 200 punten, wat hij net niet haalde in '89, iets wat enkel Gretzky ooit gepresteerd heeft. In januari werd er echter kanker bij hem vastgesteld, maar Lemieux miste wonderbaarlijk genoeg slechts twee maanden en werd dat seizoen topscorer van de NHL. De Penguins eindigde ook als eerste (en won dus de Presidents' Trophy, maar er werd verloren van de Islanders in de play-offs, na een doelpunt in de tweede verlenging. In de loop van de jaren 90 bleven de Penguins tot de belangrijkste teams te horen, met spelers als Darius Kasparaitis, Aleksej Kovaljov, Robert Lang, Martin Straka en Sergei Zubov, maar de Stanley Cup werd niet meer gewonnen. Mario Lemieux stopte in 1997 met ijshockey, na zijn hele carrière in Pittsburgh te hebben gespeeld, maar Jaromir Jagr bleek een geweldige vervanger te zijn. Het grote aantal supersterren kende echter een heel grote prijs: in november 1998 konden de salarissen niet meer betaald worden en vroeg de franchise het faillissement aan. Gewoonlijk zal een rijke ondernemer de club overnemen en plaatsen in een commercierijke omgeving, maar tot veler verbazing kocht Lemieux zelf het team en voorkwam daarmee een verhuizing. Hij schokte de wereld nog meer door eind 2000 terug te keren in het profhockey, waarmee hij de eerste speler-eigenaar in de geschiedenis werd. De tijd had echter toegeslagen bij Super Mario: hij was niet meer wie hij was. Bovendien waren de Penguins financieel nog steeds niet gezond, waardoor Jaromir Jagr van de hand gedaan werd. Later zouden ook Robert Lang en Aleksej Kovaljov vertrekken. Pittsburgh was financieel weer gezond, maar moest daar wel een grote prijs voor betalen: sportief behoorden ze weer tot de slechtsten van de competitie.
Maar ook nu gold dat slecht spelen garant staat voor een goede rookie het daaropvolgende jaar. In 2003 werd goalie Marc-André Fleury gedraft, maar moest echter nog een jaar bij zijn jeugdteam spelen: de Penguins konden zijn salaris niet betalen. Ook Martin Straka werd geruild naar de L.A. Kings, en de Pens eindigde in 2004 als laatste in de NHL. Tot hun grote teleurstelling ging de eerste draftpick echter naar de Washington Capitals, die daarmee, uiteraard, supertalent Alexander Ovechkin voor kozen. Pittsburgh moest genoegen nemen met Jevgeni Malkin.

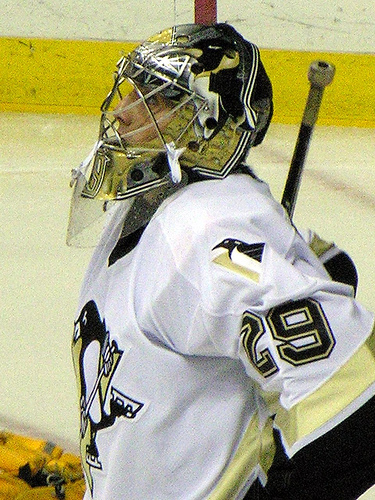
Marc-André Fleury

### De Crosby Show
Het arbeidsconflict in 2005 zorgde voor een verlaging van de salarisplafond, wat als geroepen kwam voor Pittsburgh, die als team met een lage begroting nu de concurrentie kon aangaan met de andere teams. De meestal oudere spelers kregen in de NHL nu geen contractverlenging, want zij zorgen voor een grote druk op uit te keren salarissen voor jongere spelers. De Penguins speelden hier handig op in door het contracteren van grote namen als Sergei Gonchar, John LeClair en Zigmund Palffy. Bovendien werd goalie Jocelyn Thibault gehaald, die een duo ging vormen met Fleury. Maar belangrijker was de eerste draftpick die ze nu wel toegewezen kregen, daarmee werd Sidney Crosby gecontracteerd. Lemieux zag zijn opvolger en stopte nu voorgoed met ijshockey, ook vanwege hartritmestoornissen. Crosby haalde in zijn eerste jaar gelijk 102 punten, maar ook 110 Penalty in Minutes, waarschijnlijk de reden dat hij de Calder Memorial Trophy aan Ovechkin moest overlaten. Crosby was echter niet het wondermiddel, want in zijn eerste seizoen eindigde de Penguins weer onderaan (wat Lemieux overigens ook overkwam in zijn eerste jaren). In 2006 werd Jordan Staal gedraft, slechts een paar dagen na de Stanley Cupwinst van zijn broer Eric Staal. Sindsdien zijn de Penguins weer een kandidaat voor play-offdeelname. In 2007 werden de play-offs dan ook gehaald. Dit kwam mede doordat Jevgeni Malkin zich ook ontwikkelde als een superster. Het 2007 play-offavontuur duurde slechts 5 wedstrijden. Ze verloren deze serie van Ottawa. Het volgende seizoen zouden ze revanche nemen op Ottawa door, nadat ze het normale seizoen als tweede waren geëindigd, ze in slechts vier wedstrijden te verslaan.

### Terug naar de top
In 2007 werd het seizoen zwak begonnen en met langdurige blessures voor superster Sidney Crosby en goalie Marc-Andre Fleury lag de verantwoordelijkheid nu voornamelijk bij Jevgeni Malkin. De Russische topspeler maakte alle verwachtingen waar en in doel hield reservedoelman Ty Conklin Pittsburgh aardig overeind.
In januari 2008 werd met de terugkeer van Crosby het gevecht voor de play-offplaatsen nu definitief omgekanteld in het voordeel van de Pens die een hele tweede seizoenshelft nooit onder 3rd seed vielen. Uiteindelijk werd voor het eerst in 10 jaar de Atlantic Division titel gewonnen. In het naseizoen werden de Ottawa Senators (4-0), New York Rangers (4-1) en Philadelphia Flyers (4-1) nog makkelijk opzijgezet, maar moest het hoofd gebogen worden in 6 matchen voor de Detroit Red Wings.
Pittsburgh had echter het succes geproefd en wou meer.
In het 2008-2009 seizoen gingen de prestaties echter achteruit. Tussen Malkin en Washington Capitals forward Ovechkin woedde een harde strijd om de Art Ross trophy, en Crosby werd met 33 goals en 103 punten derde in de scoring race, maar als team bleven de resultaten uit. In het midden van het seizoen werd coach Michel Therrien aan de kant geschoven voor Dan Bylsma die opgroeide vanuit de eigen organisatie als coach van het AHL-farm team Wilkes-Barre/Scranton Penguins. Prompt begon het team weer te winnen en op de valreep werd niet alleen nog een plaats in de play-offs veroverd, maar werd door een 4de plaats in het seizoen zelfs thuisvoordeel afgedwongen tegen de Philadelphia Flyers. Die werden in 6 wedstrijden verslagen en de Pens konden zich opmaken voor een reeks tegen de Washington Capitals. Deze serie werd door de hele NHL met argusogen bekeken door de aanwezigheid van Jevgeni Malkin en Sidney Crosby aan Pittsburgh zijde en Alexander Ovechkin voor de Caps. De supersterren stelden niet teleur en maakten van de 7 matchen een waar spektakel. Uiteindelijk waren het de Penguins die als winnaar overeind bleven. In de "Eastern Conference Finals" werd in 4 matchen makkelijk over de Carolina Hurricanes van Eric Staal gegaan en de Pens traden een tweede keer aan in de Stanley Cup Finals.
Daar namen ze het alweer op tegen de Detroit Red Wings die al snel de eerste 2 matchen in Detroit hielden. Matchen 3 en 4 werden echter niet uit handen gegeven. Elk team won daarop zijn thuismatch en alles hing dus af van "Game 7" in Detroit.
Een onverwachte held verscheen toen fanfavoriet Max Talbot 2 doelpunten op zijn naam mocht schrijven en met een ware doodssprong hield doelman Fleury de Red Wings op een 2-1-achterstand met nog slechts een paar seconden op het bord.
Na 17 jaar zonder titel mocht Sidney Crosby als jongste kapitein in de geschiedenis van de NHL de Stanley Cup omhoogtillen.
Meteen ook een primeur voor Mario Lemieux die de beker nu ook als eigenaar op zijn naam mocht schrijven, na zijn 2 titels als speler.

### Na de Cup
Als titelverdediger moesten de Pens heel wat tweedelijnsspelers laten gaan om het 2009-2010 seizoen in te gaan. De supersterren werden echter allen behouden en Pittsburgh kon beginnen denken aan het opbouwen van een solide ploeg voor de komende jaren.
In het naseizoen van 2010 werd teleurstellend verloren in de tweede ronde van de Montréal Canadiens. Voornamelijk een ijzersterke prestatie van doelman Jaroslav Halak stond in de weg van een betere uitslag voor de Penguins.
Na het seizoen werd ook duidelijk dat er dringend moest gebouwd worden aan een betrouwbare groep verdedigers.
General Manager Ray Shero wierp zich op de 4 grote namen die op de vrije markt kwamen in het tussenseizoen. Pittsburghs eigen Sergei Gonchar werd kwijtgespeeld aan Ottawa en de rechten op Dan Hamhuis leverden uiteindelijk geen contract op. Zekerheid over de status van deze twee zorgden echter wel dat alle middelen en tijd konden gericht worden op New Jersey Devil Paul Martin en Phoenix Coyote Zbynek Michalek, die dan ook allebei reeds enkele minuten na het openen van de markt op de loonlijst mochten worden geschreven. Populaire forward Bill Guerin verdween uit het team en rustfactor Ruslan Fedetenko maakte de overstap naar de New York Rangers. Op defensief vlak gingen naast Gonchar ook Mark Eaton en Jordan Leopold andere oorden opzoeken nu duidelijk werd dat met Brooks Orpik, Kris Letang, Paul Martin en Zbynek Michalek de verdediging van Pittsburgh al ijzersterk was.
Op het aanvallende vlak werd Mike Comrie ingehuurd om in te vallen voor de gekwetste Jordan Staal, maar die raakte al in de tweede match van het seizoen zelf geblesseerd. Met Mark Letestu en Chris Conner staken echter enkele jongeren de kop op die konden helpen het team te dragen. In Letang werd een waardige vervanger voor Gonchar gevonden en Crosby speelde in de eerste seizoenshelft op weg naar zijn beste seizoen ooit. Hij werd echter geblesseerd kort na nieuwjaar en moest de rest van het seizoen uitzitten. Als even later ook Jevgeni Malkin het moet laten afweten met een knieblessure lijkt het seizoen voor de "Pens" verloren. Slechts door een rigoureus spelsysteem, prestaties boven verwachting van de tweedelijnsspelers en gedragen door goalie Marc-André Fleury halen de Penguins het naseizoen. Het bejubelde systeem levert coach Dan Bylsma de Jack Adams Award voor beste NHL-coach op. Kleine troost voor de geteisterde Penguins die in de eerste ronde van de playoffs al de duimen moeten leggen voor de Tampa Bay Lightning.
Het tussenseizoen van 2011 wordt gekenmerkt door weinig spectaculaire acties in Pittsburgh. Superster Jaromir Jagr wil nog 1 seizoen in de NHL spelen en keert terug uit de Russische KHL, maar kiest uiteindelijk tegen alle verwachtingen in voor de Philadelphia Flyers. Die andere legende Alex Kovalev werd in het afgelopen seizoen terug naar Pittsburgh gehaald, maar krijgt geen nieuw contract. Hij sluit zijn carrière dus wel af als een Penguin.

### Pittsburgh, voor... nog 30 jaar
In januari 2006 gaf Mario Lemieux aan dat hij zijn team wilde verkopen. Zakenman Sam Fingold bleek de beste papieren te hebben om het team over te kopen, waarna hij het waarschijnlijk zou stallen in Hartford, dat weer verlangde naar een ijshockeyteam sinds de Whalers vertrokken naar Raleigh. Hij kon echter niet rondkomen met Lemieux. Daarna bood de Canadees Jim Balsillie $175 miljoen, terwijl hij tegelijkertijd zei dat hij de franchise in Pittsburgh wilde houden. In december 2006 onderbrak de NHL echter de onderhandelingen met Balsillie, waarna hij het bod terugtrok. De franchise bleef in handen van Lemieux.
In diezelfde maand verloor een partner van de Pens, een casinoholding, echter de goklicenties voor Pittsburgh. Het bedrijf had beloofd in het ijshockeyteam te investeren als ze de vergunning kregen, waarna de Penguins een persbericht uitgaven waarin stond dat de toekomst van het team "onzeker" was. Sindsdien is Lemieux op bezoek geweest in verschillende steden, ten eerste Kansas City (Missouri), maar op 2 januari 2007 werd duidelijk dat deze stad afviel. Na meer dan twee maanden van speculaties, waarbij meerdere Amerikaanse steden werden getipt als nieuwe speelstad, kwam op 14 maart de berichtgeving dat de Penguins gewoon in Pittsburgh zouden blijven. Pittsburgh en de staat Pennsylvania kwamen met Lemieux overeen dat er een nieuw stadion gebouwd zou worden. Volgens deze overeenkomst blijven de Pittsburgh Penguins nog 30 jaar in Pittsburgh spelen. Vervolgens maakte Mario Lemieux bekend dat hij niet meer geïnteresseerd was in het verkopen van zijn franchise.

## Logo
Het logo van de Penguins bestaat uit een schaatsende pinguïn met een ijshockeystick in zijn handen, oorspronkelijk nog met een sjaal om, maar die verdween al na een jaar in 1968. Op de achtergrond staat een gele triangel, een verwijzing naar Downtown Pittsburgh, bijgenaamd de Golden Triangle. Dit logo werd tot 1992 gebruikt, waarna het vervangen werd voor een tekening, en profil, van een keizerspinguïn. Dit logo werd echter nooit zo populair als het originele en vooral onder druk van nieuwe eigenaar Mario Lemieux werd in 2001 deze beslissing weer teruggedraaid: het oude logo werd weer gebruikt met slechts één aanpassing: de triangel werd goud ingekleurd. Het jaren 90 beeldmerk werd nog een aantal jaar gebruikt als het alternatieve logo, ook met gouden triangel in plaats van de klassieke gele versie. Tot het invoeren van de Rbk Edge jerseys in 2007 werd het "flying penguin" logo afgebeeld op de schouders.

## Prijzen
- Stanley Cup - 1991, 1992, 2009, 2016 en 2017
- Presidents' Trophy - 1993
- Prince of Wales Trophy - 1991, 1992, 2008 en 2009

## Play-offoptreden

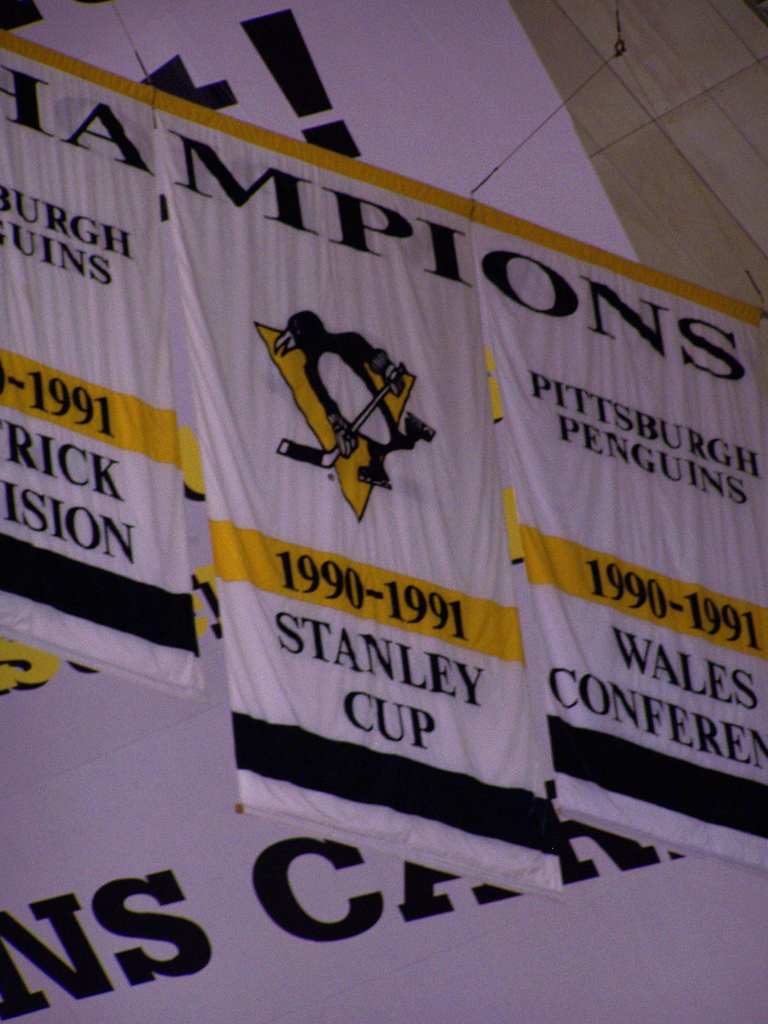
De eerste Stanley Cup-winst wordt nog steeds herdacht

- 2017 - Winnaar Stanley Cup (Nashville Predators)
- 2016 - Winnaar Stanley Cup (San Jose Sharks)
- 2015 - Eerste ronde (New York Rangers)
- 2014 - Tweede ronde (New York Rangers)
- 2013 - Derde ronde  (Boston Bruins)
- 2012 - Eerste ronde (Philadelphia Flyers)
- 2011 - Eerste ronde (Tampa Bay Lightning)
- 2010 - Tweede ronde (Montreal Canadiens)
- 2009 - Winnaar Stanley Cup (Detroit Red Wings)
- 2008 - Finale Stanley Cup (Detroit Red Wings)
- 2007 - Eerste Ronde (Ottawa Senators)
- 2006 - Play-offs niet gehaald
- 2005 - Staking
- 2004 - Play-offs niet gehaald
- 2003 - Play-offs niet gehaald
- 2002 - Play-offs niet gehaald
- 2001 - Derde ronde  (New Jersey Devils)
- 2000 - Tweede ronde (Philadelphia Flyers)
- 1999 - Tweede ronde (Toronto Maple Leafs)
- 1998 - Eerste ronde (Montreal Canadiens)
- 1997 - Eerste ronde (Philadelphia Flyers)
- 1996 - Derde ronde (Florida Panthers)
- 1995 - Tweede ronde (New Jersey Devils)
- 1994 - Eerste ronde (Washington Capitals)
- 1993 - Tweede ronde (New York Islanders)
- 1992 - Winnaar Stanley Cup (Chicago Blackhawks)
- 1991 - Winnaar Stanley Cup (Minnesota Wild)
- 1990 - Play-offs niet gehaald

## Spelers

### Huidige selectie
Bijgewerkt tot 15 oktober 2021 
| #  | Naam                  | Nationaliteit    | Pos. |
| -- | --------------------- | ---------------- | ---- |
| 12 | Zach Aston-Reese      | Verenigde Staten | LW   |
| 53 | Teddy Blueger         | Letland          | C    |
| 11 | Brian Boyle           | Verenigde Staten | C    |
| 77 | Jeff Carter           | Canada           | C    |
| 59 | Jake Guentzel         | Verenigde Staten | LW   |
| 43 | Danton Heinen         | Canada           | LW   |
| 42 | Kasperi Kapanen       | Finland          | RW   |
| 18 | Sam Lafferty          | Verenigde Staten | RW   |
| 23 | Brock McGinn          | Canada           | LW   |
| 10 | Drew O'Connor         | Verenigde Staten | LW   |
| 9  | Evan Rodrigues        | Canada           | C    |
| 17 | Bryan Rust            | Verenigde Staten | RW   |
| 49 | Dominik Simon         | Tsjechië         | C    |
| 16 | Jason Zucker          | Verenigde Staten | LW   |
| 8  | Brian Dumoulin        | Verenigde Staten | D    |
| 4  | Taylor Fedun          | Canada           | D    |
| 52 | Mark Friedman         | Canada           | D    |
| 73 | Pierre-Olivier Joseph | Canada           | D    |
| 58 | Kris Letang           | Canada           | D    |
| 6  | John Marino           | Verenigde Staten | D    |
| 5  | Mike Matheson         | Canada           | D    |
| 28 | Marcus Pettersson     | Zweden           | D    |
| 2  | Chad Ruhwedel         | Verenigde Staten | D    |
| 1  | Casey DeSmith         | Verenigde Staten | GK   |
| 35 | Tristan Jarry         | Canada           | GK   |

### Bekende (ex-)spelers
- Mario Lemieux
- Jaromir Jagr
- Sidney Crosby
- Paul Coffey
- Mark Recchi
- Marc-André Fleury
- Jordan Staal
- Ron Francis
- Aleksej Kovaljov
- Andy Bathgate
- Evgeni Malkin
- Sergei Gonchar
- Bill Guerin
- Darius Kasparaitis
- Brenden Morrow
- Jarome Iginla

### Teruggetrokken nummers
- 21 - Michel Brière (1969-70, teruggetrokken uit eerbetoon voor zijn dood)
- 66 - Mario Lemieux (1984-97 en 2000-06)
- 99 - Wayne Gretzky (verboden te dragen in de gehele NHL)

### Teamrecords
- Meeste doelpunten in een seizoen: Mario Lemieux, 85 (1988-89)
- Meeste assists in een seizoen: Mario Lemieux, 114 (1988-89)
- Meeste punten in een seizoen: Mario Lemieux, 199 (1988-89)
- Meeste punten in een seizoen, verdediger: Paul Coffey, 113 (1988-89)
- Meeste punten in een seizoen, rookie: Sidney Crosby, 102 (2005-06)